# Old Town (San Diego)

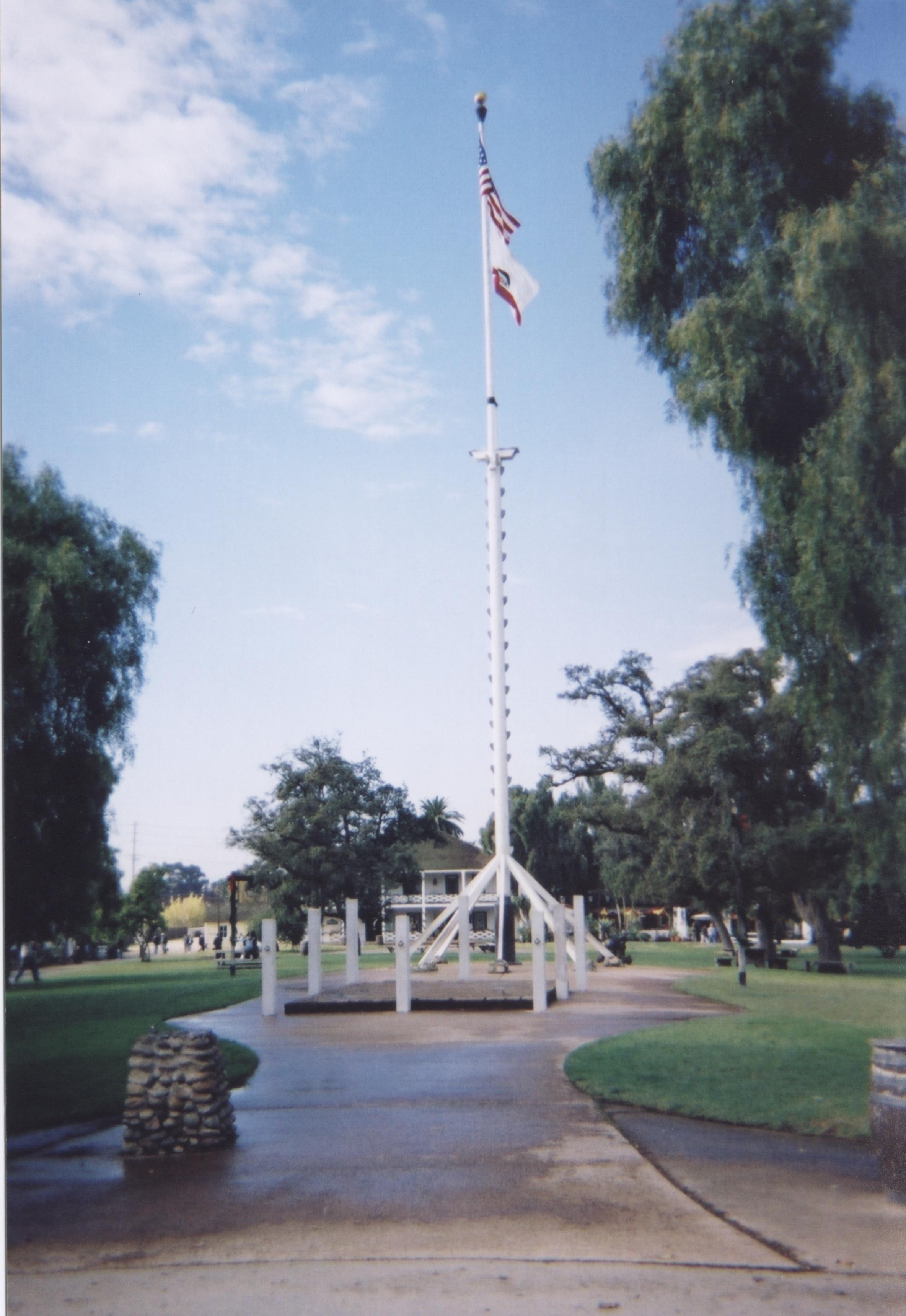
Old Town San Diego

Old Town è una zona della città di San Diego, in California
Situato nel nord di Downtown, è caratterizzato dalla particolarità dei suoi edifici, in stile coloniale spagnolo. Old Town si estende per 93 ettari ed è sfiorata dalla Interstate 8 a nord, dalla Interstate 5 ad ovest, da Mission Hills ad est e da Bankers Hill a sud.
È la più vecchia area edificata nella città di San Diego ed è il luogo in cui è avvenuto il primo insediamento europeo nell'area che, oggigiorno, viene chiamata California.
Al suo interno sorgono l'"Old Town San Diego State Historic Park" e il "Presidio Park"; entrambi risultano essere iscritti al "National Register of Historic Places".

## Storia
La "Old Town" di San Diego è considerata il luogo di nascita della California, in quanto San Diego è il luogo in cui è avvenuto il primo insediamento spagnolo in California.
È stato qui che, nel 1769, Padre Junípero Serra arrivò per stabilire la prima di una serie di missioni (furono in totale 21) che hanno rappresentato il caposaldo della colonizzazione della California.
La missione di Padre Serra e il Presidio furono edificati su un pendio dominante quella che, attualmente, è conosciuta come la "Old Town" di San Diego.
Ai piedi della collina citata, nel 1820 circa, una piccola comunità messicana, costituita da un insieme di case fatte di paglia e fango, si insidiò e a partire dal 1835; tale agglomerato acquisì il nome di El Pueblo de San Diego.
Nel 1846, un tenente della Marina statunitense e un tenente dei marines, alzarono la bandiera americana nella piazza principale della Old Town.
Nel 1968, lo "State of California Department of Parks and Recreation" (letteralmente: il Dipartimento dei parchi e delle ricostruzioni/restaurazioni dello Stato della California) istituì l'"Old Town State Historic Park" (letteralmente: Parco storico di Old Town) al fine di preservare il ricco patrimonio storico che caratterizzò San Diego nel periodo tra il 1821 e il 1872.

## Luoghi di interesse
l'"Old Town State Historic Park" include una piazza principale, reperti di varia natura, musei e particolari testimoni della vita di allora.

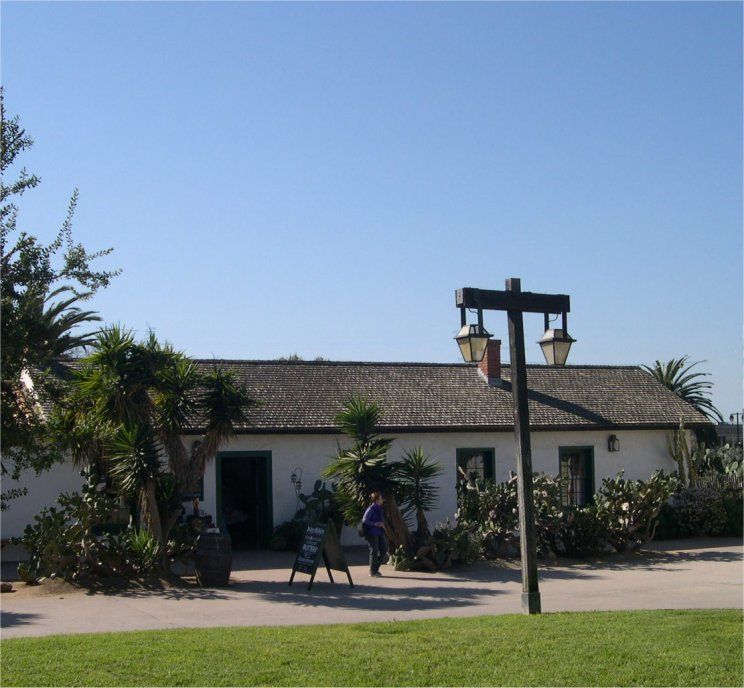
Casa di Thomas Wrightington

Le costruzioni storiche ivi presenti includono la Casa de Estudillo, La Casa de Bandini, La Casa de Altamirno Pedrorena e numerosi altri edifici.
Appena sopra la collina, arrivando dal "Old Town San Diego Historic State Park", è possibile trovare l'"Heritage Park", dove numerose case Vittoriane, tra le più celebri di San Diego, sono state riposizionate e restaurate affinché potessero essere riportate al loro originale splendore.
- Casa de Estudillo: costruita nel 1825, era la casa di Don Jose Antonio de Estudillo, un aristocratico spagnolo. Diventò un santuario per donne e bambini durante l'occupazione americana nel 1846. Per molti anni fu erratamente identificato come il luogo del matrimonio di Ramona, protagonista dell'omonima opera della scrittrice Helen Hunt Jackson. La struttura, in paglia e fango, è considerata uno dei più importanti punti di visita della Old Town.
- La Casa de Bandini: fu costruita nella prima metà del XIX secolo e ivi giaceva, nel 1846, il quartier generale del commodoro Robert F. Stockton. La costruzione fu acquistata nel 1869 da Alfred Seeley, il quale utilizzò la struttura come albergo, facendovi sorgere il Cosmopolitan Hotel. Attualmente è sede del ristorante "Cosmopolitan" ("Cosmopolitan Restaurant").

- Casa de Altamirno Pedrorena: Thomas Wrightington, un colonizzatore nato in Massachusetts nel 1797, e sua moglie costruirono la loro casa nella piazza centrale nel 1845 circa. Dopo la morte di lui la sua vedova, Juana Machado Alipaz de Wrightington, rimase nella casa fino alla fine dell'Ottocento. Il Dottor George McKinstry Jr. utilizzò una stanza della casa come residenza personale e come ufficio per almeno 30 anni e, con la signora Juana Wrightington (che parlava tre lingue) fornì assistenza medica ai nativi americani all'interno della contea di San Diego.